# Карлтон (Монтана)
Карлтон (англ. Carlton) — переписна місцевість (CDP) в США, в окрузі Міссула штату Монтана. Населення — 721 особа (2020).

## Географія
Карлтон розташований за координатами 46°41′28″ пн. ш. 114°3′45″ зх. д. / 46.69111° пн. ш. 114.06250° зх. д. (46.691103, -114.062397).  За даними Бюро перепису населення США в 2010 році переписна місцевість мала площу 15,89 км², з яких 15,88 км² — суходіл та 0,00 км² — водойми.

## Демографія
Згідно з переписом 2010 року, у переписній місцевості мешкали 694 особи в 272 домогосподарствах у складі 212 родин. Густота населення становила 44 особи/км².  Було 290 помешкань (18/км²).
Расовий склад населення:
| - 96,3 % — білих - 1,3 % — корінних американців - 1,2 % — азіатів |

До двох чи більше рас належало 1,3 %. Частка іспаномовних становила 0,9 % від усіх жителів.
За віковим діапазоном населення розподілялося таким чином: 20,2 % — особи молодші 18 років, 64,5 % — особи у віці 18—64 років, 15,3 % — особи у віці 65 років та старші. Медіана віку мешканця становила 48,7 року. На 100 осіб жіночої статі у переписній місцевості припадало 101,7 чоловіків;  на 100 жінок у віці від 18 років та старших — 95,1 чоловіків також старших 18 років.
Середній дохід на одне домашнє господарство  становив 69 523 долари США (медіана — 68 646), а середній дохід на одну сім'ю — 76 729 доларів (медіана — 85 333). 
Цивільне працевлаштоване населення становило 316 осіб. Основні галузі зайнятості: освіта, охорона здоров'я та соціальна допомога — 19,0 %, роздрібна торгівля — 13,6 %, будівництво — 8,5 %, сільське господарство, лісництво, риболовля — 8,5 %.